# TOKYO FM WORLD
TOKYO FM WORLD（とうきょうエフエムワールド）は、TOKYO FMで2015年10月5日から2018年12月26日まで放送されていたラジオ番組。番組コンセプトは、「世界の若者の今がここにある」。

## 番組概要
エフエム東京は、2015年7月から世界最大級のオーディオネットワーク『TuneIn』と連携した多言語情報配信チャネル『TOKYO FM WORLD』を立ち上げた。
このチャネルを通じて、日本の音楽やカルチャー、観光情報を紹介する多言語コンテンツを配信しており、同年10月5日からは、地上波TOKYO FMでも連動番組TOKYO FM WORLDを放送開始。
グローバル系エンターテイメントプログラムとして、世界各国で話題の音楽やカルチャー、テクノロジーから政治まで…ワールドワイドな目線で旬な情報を、良質な世界の音楽と共に届ける。

## 放送時間
- 月 - 水 20:00 - 21:15（2015年10月 - 2017年12月）
- 月 - 水 20:00 - 21:30（2018年1月 - ）

※ただし、2016年7月11日放送分は前日の参議院選挙開票特番の影響で20:55～21:15の短縮版で放送。そのため20:55～21:15の番組は2番組とも単独番組として放送された。

## パーソナリティー
- ケリー隆介[10]
- アンジー・リー[11]

でんぱch.♥〜TOKYO DEMPA INTERNATIONAL〜
- 古川未鈴（でんぱ組.inc）
- 藤咲彩音（でんぱ組.inc）

### 過去のパーソナリティー
- マックスウェル・パワーズ（水曜日担当 2016年9月28日で卒業）

## タイムテーブル
- 20:00 オープニング[13]
- 20:05 World Topics
- 20:15 Share The World
- 20:40 LUSH on TOKYO FM
- 20:55 TOKYO FM NEWS
- 20:57 TOKYO FM トラフィックレポート
- 21:00 でんぱch.♥〜TOKYO DEMPA INTERNATIONAL〜
- 21:17 エンディング